# Волчиха (гора)
Волчи́ха (устар. Волчья) — гора на Среднем Урале, в Свердловской области России, самая высокая горная вершина в окрестностях Екатеринбурга (526,3 м), относящаяся к Ревдинскому хребту.

## Географическое положение
Волчиха расположена в муниципальном округе Первоуральск, вершина горы на правом берегу реки Чусовой, в 2,5 километрах к северу от плотины Волчихинского водохранилища, между Московским трактом и железнодорожной веткой Москва — Екатеринбург. Высота горы — 526,3 метра. Склоны покрыты лесом.

## Происхождение названия
Существует несколько версий происхождения названия «Волчиха». По одной из них, название в своё время было получено из-за обилия волков в окрестностях горы. Название Волчья начало встречаться уже со второй половины XVIII века. По другой версии, название произошло от слова волачика, и гора имела название Волочиха, а уже позже это название трансформировалось в более короткое Волчиха. Что именно волочили через гору, неясно: либо это был лес для ближайших заводов (Ревдинского и Билимбаевского), либо речные суда с грузом, которые перетаскивали волоком (из-за отсутствия водного пути через Урал) из рек Обь-Иртышского бассейна на Чусовую — для последующего сплава через Каму и Волгу в Центральную Россию. Описания некоторых волоков и гужевых дорог сохранились в фондах ГАСО, и один из них действительно проходил около нынешней горы Волчихи.

## Горнолыжный комплекс
Волчиха является популярным местом для туристов. Вершина горы каменистая, поэтому часто используется как естественный скалодром. В зимнее время на горе функционирует международный горнолыжный комплекс «Гора Волчиха» с четырьмя трассами разных уровней сложности.
- Скалы на вершине
- Скалы на вершине
- Подъёмник на вершине
- Вид со стороны водохранилища
- Дорога на гору

- Виды с вершины